# Explorer–3
Az Explorer–3 (angolul: felfedező) amerikai tudományos, Földmegfigyelő műhold.

## Küldetés
Az amerikai űrkutatás (darabszámban, tudományos eredményekben) legnagyobb űrkutatási programjának része. A műholdat a pasadenai Jet Propulsion Laboratory (JPL), a California Institute of Technology űrkutatási laboratóriuma készítette. Feladata az Explorer–1 által felfedezett Van Allen öv létének mérésekkel történő ellenőrzése. Keringése során átszelte az egész magnetoszférát, illetve a sugárzási öveket. Vizsgálta a mágneses teret, a sugárzási övezetek részecskéit, a korpuszkuláris sugárzást és ezek hatását a magnetoszférára. Az első sikert követően a NASA átvette a hadseregtől a programot. A műhold spinstabilizált volt (passzív tájolórendszer),  energiaellátását nikkel-kadmium akkumulátorokkal oldották meg, amely a szonda tömegének 40%-át tette ki.

## Jellemzői
1958. március 26-án a Kennedy Űrközpontból egy Jupiter interkontinentális ballisztikus rakéta feljavított változatával, a Juno I hordozórakétával indították Föld körüli pályára. Az orbitális egység pályája 114,7 perces elliptikus pálya perigeuma 188 kilométer, az apogeuma 2799 kilométer volt. Hasznos tömege 14 kilogramm.
A szonda főműszere egy Geiger-Müller számláló volt, amely a kozmikus sugárzást volt hivatott mérni. A műszerek között a kozmikus sugárzás detektoron kívül egy belső hőmérséklet érzékelő, két külső hőmérséklet érzékelő, egy orrkúp hőmérő, egy mikrometeorit-becsapódás érzékelő mikrofon és egy mikrometeorit-erózió mérő volt. Ezek adatait két csatornán sugározták a Földre, egy 60 mW teljesítményű, 108,03 MHz frekvencián sugárzó, és egy 10 mW teljesítményű, 108,00 MHz-en sugárzó adón keresztül. Az antennák is két szekcióban kerültek felszerelésre: az egyik egy üvegszálas belső rúdantenna volt, míg a másik egy négy rúdból álló kereszt-antenna, amelyet a forgás centrifugális ereje feszített ki. Aktív szolgálatát követően 1958. június 28-án belépett a légkörbe és elégett.